# Patacó (joc)
|  | Aquest article tracta sobre el joc. Vegeu-ne altres significats a «Patacó». |

El patacó és un joc tradicional jugat pels infants en què es posen els patacons de cap per avall, es colpegen amb el palmell de la mà i, si es giren, es guanyen.
Es tracta d'un joc de punteria, destresa i sort que es pot jugar tant al carrer com a casa i del qual n'hi ha moltes modalitats de joc. El seu origen està en la paraula patac ‘cop violent i sobtat'.
Al Japó existeix un joc similar anomenat "Menko".

## Fitxes
El patacó tradicional és una peça més o menys quadrada feta amb un parell de bocins de cartolina o de cartó procedents, generalment, d'una carta de baralla espanyola o d'una capsa de llumins, doblegats i encaixats entre si de tal manera que quedin les dues cares diferents i poder distingir el davant del darrere.
Una versió moderna s'ha comercialitzat internacionalment amb el nom de Tazos.

## Història
Durant molts anys ha estat una de les joguines més representatives de generacions d'avis. Ha estat una joguina cabdal pels infants fins ben entrats els anys seixanta, ja que tant podia servir de joguina com de moneda per als nens i això feia que el patacó fos una peça de joc amb un alt valor pels infants. Molts cops era un objecte d'aposta per obtenir-ne més amb el risc de perdre els que es tenien. Per a construir-los els nens i nenes esperaven que els adults i sobretot els avis llencessin les cartes ja usades de les seves partides al cafè. Normalment, quan les cartes molt utilitzades o marcades (per fer trampa) dels avis ja no servien, aquests les donaven als infants i a partir d'aquí ells es construïen els seus patacons o recollien les caixes buides de llumins que la gent gran que fumava deixava a les taules dels cafès.

## Modalitats de joc
Hi ha molts jocs de patacons: 

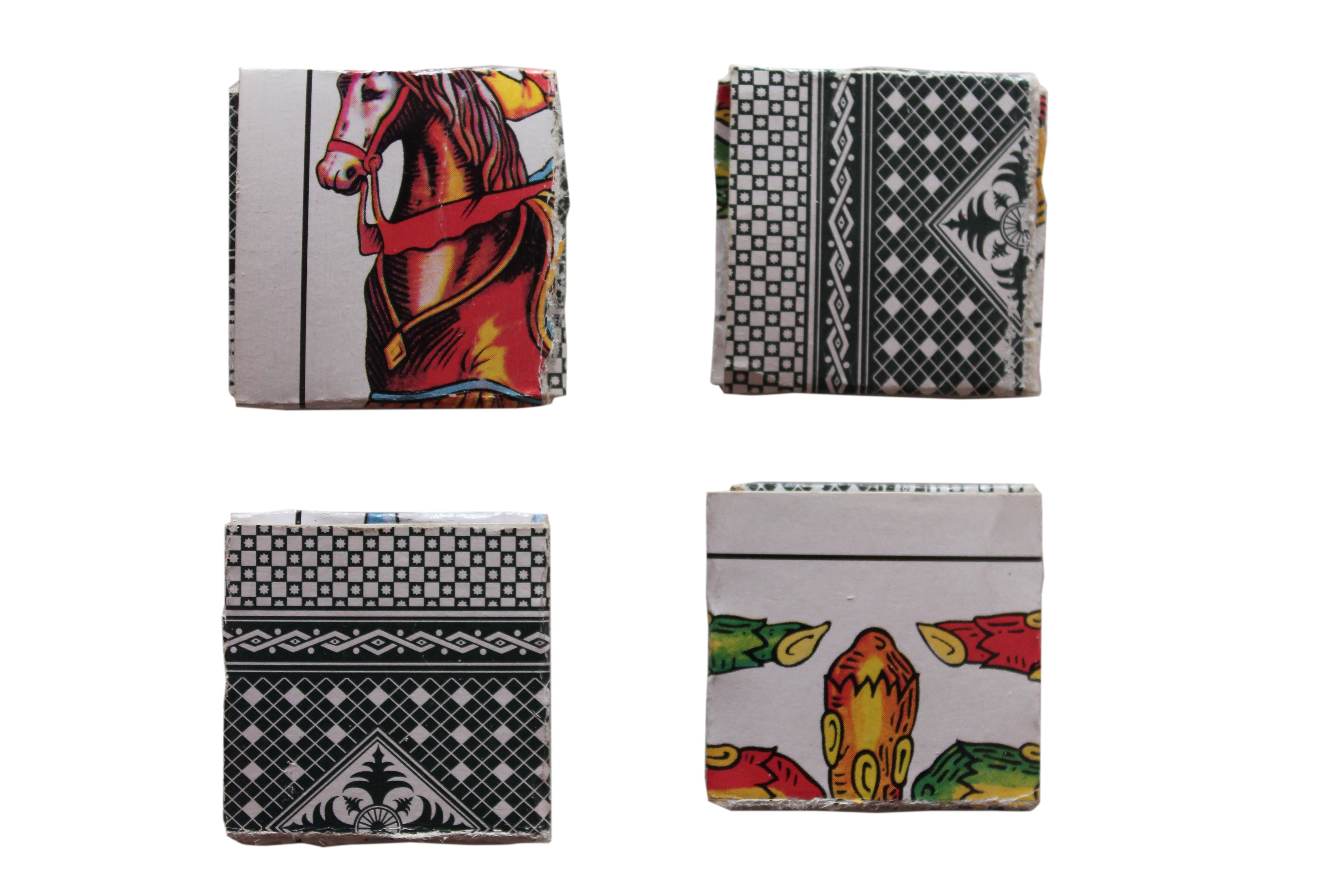
Patacons tradicionals vistos pel davant i pel darrere

1. Patacons tradicionals vistos pel davant i pel darrereUn dels més coneguts és el que s'anomena “picada” que es tracta de posar el patacó al terra de cara enlaire al qual anomenem patacó base. Cada jugador pica amb els seus patacons sobre aquest patacó base. Si no aconseguim girar-lo, hem de deixar el nostre patacó a terra. Quan algú aconsegueix girar el patacó base, s'emporta tots els patacons que estan a terra excepte el patacó base.
2. Hi ha un altre joc que s'anomena “pica paret” on es marca una línia a terra separada un pam de la paret. Cada jugador té tres patacons i per torns llença un patacó a rebotar contra la paret. Si el patacó queda entre la paret i la ratlla, aquest patacó queda retingut mentre que si el patacó queda més enllà de la línia el seu amo el recupera. Quan hi ha patacons retinguts i un jugador llença el seu patacó i no cau dins llavors aquest jugador s'emportarà el seu patacó i tots els que hi hagi dins retinguts. El joc acaba quan els jugadors marquin o quan ja no quedin patacons per jugar a algun dels jugadors. (aquest és el joc que jo inclouria en l'espai de carrer com a representant del patacó i que els infants es facin un o diversos patacons).
3. Un altre joc on es poden utilitzar els patacons és el joc del canut o tella, posant els patacons sobre una superfície cilíndrica i intentant tombar tants patacons com hi posem en un màxim de tres tirades.
4. També es poden utilitzar els patacons per jugar a la xarranca, o al set i mig. Per jugar al joc del set i mig es tracta de llençar el patacó a sobre d'un tauler de set i mig tants cops com faci falta sense passar-se de 7 i ½. El jugador pot plantar-se quan consideri oportú sempre que no es passi de 7 i ½.